# Berrenda en negro
La berrenda en negro est une race bovine originaire du sud-ouest de Espagne. Elle est parfois nommée berrenda negra andaluza.

## Origine

### Géographique
Elle est originaire d'Andalousie, mais ses qualités lui ont permis de gagner sa place dans d'autres régions comme l'Extremadure, la Castille-et-Léon, Castille-La Manche ou Communauté de Madrid. Elle est bien adaptée à l'élevage en système extensif dans les grands espaces chiches en nourriture d'Andalousie et Extremadure.

### Historique
La berrenda est probablement issue d'une mutation de la negra andaluza, outre la couleur, les deux races se ressemblent beaucoup. Elles présentent des caractères communs au rameau ibérique. Son histoire ancienne se confond avec les autres races élevées.
Cette race a payé un lourd tribut à la mécanisation de l'agriculture et à l'importation de races plus productives. Les effectifs sont descendus au-dessous de 500 animaux au début des années 1990. À cette époque, l'Espagne prend conscience de la richesse de son patrimoine génétique bovin et prend des mesures de protection des races anciennes en péril. Ces actions portent leurs fruits et la race est reconnue par l'ouverture du registre généalogique bovin, herd-book, en 2005. Les effectifs suivent en atteignent 3 200 bovins en 2013.

## Morphologie
C'est une race de taille moyenne à grande. La vache mesure 138 cm pour 600 kg et le taureau 143 cm pour 1 000 kg. Elle porte une robe blanche à taches ou mouchetage noir. Le noir est toujours présente sur la tête et les pattes, les flancs étant plus ou moins couverts selon les animaux. La ligne dorsale, le ventre et les fesses et la queue sont toujours blancs. La délimitation des teintes peut être franche ou un mélange de poils blancs et noirs.
La tête est petite, à profil rectiligne ou sub-concave, plus large et courte chez les mâles. les cornes longues poussent sur un front en arc de cercle. Elles sont en forme de crochet ouvert. Le mufle a des narines larges et dépigmentées.
Le cou des vaches est allongé avec un fanon important. Chez les taureaux, il est musclé et plus court. Le tronc est allongé avec des côtes bien arquées donnant une profonde poitrine. Le garrot est légèrement saillant et la ligne dorsale droite. L'implantation haute de la queue la rend proéminente.
Les pattes sont fines mais solides. Les sabots sont petits et durs et décolorés.

## Aptitudes

### Élevage
La berrenda est une race qui a eu trois rôles économiques : la production de viande, la vente de bœufs de travail et son utilisation avec les taureaux de race brava, pour les gérer plus calmement lors des corridas.
C'est une race très rustique, capable de tirer parti d'une végétation maigre et coriace. Elle supporte les périodes de disette et récupère bien de ses privations. Race endurante, elle marche beaucoup et longtemps trouver eau et nourriture. En montagne, dans la Sierra Morena, elle est surnommée la grande chèvre pour son pied sûr et son aptitude à brouter les buissons et rameaux d'arbre. Les éleveurs apprécient sa robe facile à repérer de loin dans la végétation. 
Les attelages bovins ont été remplacés et le rôle primordial est la production de viande. Les animaux sont menés en grands troupeaux de femelles où les taureaux sont introduits durant les chaleurs. Les vaches se débrouillent seules pour trouver leur nourriture, vêler et s'occuper de son veau. Ces derniers sont sevrés entre cinq et sept mois pour être rentrés en stabulation et être finis à l'abri avec céréales et foin. Ils sont abattus à une moyenne de poids vif de 480 kg. Le poids de carcasse est de 300 kg avec un rendement en viande de 57 %.
La vache donne de beaux veaux en métissage avec des races plus productives comme la charolaise ou la limousine. Ces croisements sont permis grâce à la remontée des effectifs et à l'implication d'éleveurs en race pure qui permettent aux élevages en croisement de renouveler leurs reproductrices.

### Viande
Les veaux sont abattus à une moyenne de poids vif de 480 kg. Le poids de carcasse est de 300 kg avec un rendement en viande de 57 %.
La viande est juteuse et finement persillée. En dégustation comparative, sa saveur est jugée supérieure à celle d'animaux croisés. Elle est commercialisée sous la marque « carne de berrendo » avec un logo de couleur noire. (le même logo rouge est utilisé pour la viande de berrenda en colorado) Ce label concerne la viande de veau, mais aussi celle de génisse et taurillon, bœuf, vache et taureau de réforme.

## Sources